# 藤本健治
藤本 健治（ふじもと けんじ、1966年6月12日 - ）は、神奈川県出身の元プロ野球選手（外野手）。右投右打。
父は、元読売ジャイアンツの投手で後にマネージャーや寮長を務めた藤本健作。

## 来歴・人物
東海大相模高では2年秋に県大会準決勝で先発登板するが敗退。1984年のプロ野球ドラフト会議で読売ジャイアンツから6位指名を受け入団。ドラフト会議前には、父親から「巨人以外でプレーすることは許さない」との教えから「巨人以外なら大学」に絞っていた。
プロ3年目の1987年に外野手へ転向し、一軍デビューを果たす。1989年は、MLBの1A・バイセイリア・オークスに野球留学した。
結果を残すことができず、1993年限りで現役を引退。
引退後は巨人の球団広報・副寮長を経て現在はファン事業部に在籍している。

## 詳細情報

### 年度別打撃成績
| 年 度     | 球 団     | 試 合 | 打 席 | 打 数 | 得 点 | 安 打 | 二 塁 打 | 三 塁 打 | 本 塁 打 | 塁 打 | 打 点 | 盗 塁 | 盗 塁 死 | 犠 打 | 犠 飛 | 四 球 | 敬 遠 | 死 球 | 三 振 | 併 殺 打 | 打 率 | 出 塁 率 | 長 打 率 | O P S |
| --------- | --------- | ----- | ----- | ----- | ----- | ----- | -------- | -------- | -------- | ----- | ----- | ----- | -------- | ----- | ----- | ----- | ----- | ----- | ----- | -------- | ----- | -------- | -------- | ----- |
| 1987      | 巨人      | 37    | 11    | 11    | 1     | 0     | 0        | 0        | 0        | 0     | 0     | 1     | 0        | 0     | 0     | 0     | 0     | 0     | 1     | 0        | .000  | .000     | .000     | .000  |
| 1988      | 巨人      | 9     | 17    | 16    | 1     | 3     | 0        | 0        | 0        | 3     | 1     | 0     | 1        | 0     | 0     | 1     | 0     | 0     | 4     | 0        | .188  | .235     | .188     | .423  |
| 1991      | 巨人      | 2     | 0     | 0     | 0     | 0     | 0        | 0        | 0        | 0     | 0     | 1     | 0        | 0     | 0     | 0     | 0     | 0     | 0     | 0        | ----  | ----     | ----     | ----  |
| 通算：3年 | 通算：3年 | 48    | 28    | 27    | 2     | 3     | 0        | 0        | 0        | 3     | 1     | 2     | 1        | 0     | 0     | 1     | 0     | 0     | 5     | 0        | .111  | .143     | .111     | .254  |

### 記録
- 初出場：1987年4月12日、対中日ドラゴンズ3回戦（後楽園球場）、9回裏に岡崎郁の代走として出場
- 初打席：1987年4月25日、対阪神タイガース2回戦（阪神甲子園球場）、8回表に福間納の前に凡退
- 初盗塁：1987年4月28日、対中日ドラゴンズ4回戦（ナゴヤ球場）、8回表に中畑清の代走として出場し二盗（投手：宮下昌己、捕手：中尾孝義）
- 初先発出場：1988年9月17日、対横浜大洋ホエールズ24回戦（東京ドーム）、7番・中堅で先発出場
- 初安打：1988年9月20日、対中日ドラゴンズ24回戦（ナゴヤ球場）、小野和幸から単打
- 初打点：1988年9月29日、対阪神タイガース26回戦（東京ドーム）、8回裏に遠山昭治から適時打

### 背番号
- 64 （1985年 - 1991年）
- 33 （1992年）
- 53 （1993年）